# 페노메논
《페노메논》(영어: Phenomenon)는 1996년에 개봉한 미국 영화이다.

## 줄거리
조지 맬리는 북부 캘리포니아의 한 마을에 사는 자동차 정비사이다. 그는 싱글맘 레이스에게 반해 있다. 그는 그녀가 자신의 가게에서 손수 만든 의자를 팔게 허락하지만, 비밀리에 자신이 직접 구매한다. 그녀는 매우 내성적이며 조지의 구애를 거부한다. 가장 친한 친구 네이트, 그리고 아버지 같은 존재인 닥 브런더와 함께 바에서 37번째 생일을 축하한 후, 그는 하늘에서 빛나는 하얀 불빛 덩어리를 보는데, 그것은 점점 가까워지더니 큰 굉음과 함께 그를 때려눕힌다. 다른 누구도 그 빛을 보거나 소리를 듣지 못한다.
조지는 놀라운 수준의 지능을 보이기 시작한다. 그는 방대한 양의 정보를 쉽게 흡수하고, 새롭고 혁명적인 아이디어를 구상하며, 염력을 개발한다. 잠이 필요 없는 그는 매일 밤 여러 권의 책을 읽으며 보낸다.
조지는 자신의 새로운 지능을 자신이 속한 공동체의 이익을 위해 사용하려고 한다. 그는 강력한 비료를 개발하고, 태양 전지판 디자인을 개선하며, 아무런 장비 없이 지진을 예측한다. 닥이 아픈 포르투갈 남자를 돕기 위해 불려갔을 때, 조지는 몇 분 만에 그 언어를 배우고 통역을 돕는다. 그리고 염력을 사용하여 그 남자의 어린 친척을 구출한다. 조지는 또한 네이트가 그가 구출한 포르투갈 소년의 어머니인 엘라와 가까워지도록 돕는 계획을 세운다. 네이트는 단파 라디오가 취미이다. 그를 방문하는 동안, 조지는 한 신호를 해독하고 응답하지만, 네이트는 그들이 근처 공군 기지에서 정보를 수집할까 봐 두려워 잊어달라고 부탁한다.
마을 사람들은 경계심을 갖지만, 조지는 닥, 네이트, 그리고 레이스와 그녀의 아이들인 앨과 글로리와의 관계를 통해 지지를 얻는다. 조지는 레이스를 U.C. 버클리로 초대하여 지진학자 링골드 교수와 조지의 지진 예측에 대해 논의한다. 그가 가기 전에, FBI는 조지와 네이트를 그의 암호 해독 때문에 구금한다. 그는 더 많은 암호를 해독한 다음, 니어돌프 박사에게 일련의 어려운 퀴즈와 시험에 답하고, 그에게 염력을 보여주면서 그를 놀라게 한다. 조지가 언론에 이야기하겠다고 위협하자, 그는 마침내 풀려난다. FBI는 링골드 박사에게 조지가 버클리에서 누구와도 만나지 못하게 지시한다.
지역 술집으로 돌아온 조지는 자신의 능력에 대한 친구들의 질문에 좌절하고, 염력을 통해 큰 거울을 깨뜨린다.
레이스가 그에게 면도를 해주고 머리를 잘라주기 위해 방문한다. 그들의 순수한 친밀감은 그녀를 겁먹게 하는데, 그녀는 그를 좋아하지 않으려고 너무나 노력했기 때문이다. 하지만 그것은 그가 마을 사람들을 피하는 것을 멈추도록 격려한다. 그는 자신의 능력을 시연하여 두려움을 없애기 위해 지역 박람회에 가지만, 군중은 그의 관심과 그들이 인지하는 치유 능력을 요구하며 열광한다. 조지는 바닥에 쓰러지고, 거기서 다시 번쩍이는 불빛 덩어리를 본 후 의식을 잃는다.
조지는 병원에서 깨어나는데, 그에게 뇌종양이 있다는 것이 밝혀진다. 선도적인 뇌 외과 의사인 웰린 박사가 종양을 수술로 제거하기 위해 도착했다. 웰린 박사는 생존 가능성이 500분의 1에 불과하다고 판단하지만, 조지의 살아있는 뇌에 대한 연구만을 위해 침습적인 수술을 진행하기를 원한다. 조지가 할 일이 아직 남아있다고 거부하자, 의사는 그를 정신적으로 부적합하다고 선언하고 그의 의지에 반하여 구금한다.
조지는 병원을 탈출하여 집으로 돌아온다. 그는 네이트와 시간을 보낸 다음, 레이스의 집으로 가서 그녀와 그녀의 아이들과 시간을 보낸다. FBI 요원이 나타나지만, 레이스는 그들이 조지가 평화롭게 죽도록 설득한다. 저녁에, 마지막 포옹 속에서 조지는 레이스에게 "일어나고 있어."라고 말한다.
링골드 교수는 레이스의 집에 도착하지만, 너무 늦었음을 알게 된다. 레이스는 그에게 조지의 연구 자료를 주어 그가 조지의 획기적인 연구를 마무리할 수 있도록 한다.
1년 후, 조지의 친구들은 조지의 38번째 생일이 될 날에 모인다. 네이트는 이제 포르투갈어를 유창하게 하고 임신한 엘라와 결혼했다. 조지가 마을과 사람들에게 미친 경이로운 영향의 다른 징후들이 곳곳에 보인다.

## 한국판 성우진(KBS, 1999년 6월 19일)
- 이규화 - 조지 몰리(존 트라볼타)
- 유남희 - 레이스 페나민(키라 세지윅)
- 이호인 - 네이트 포프(포리스트 휘터커)
- 이완호 - 브런더 박사(로버트 듀발)
- 정기항 - 링골드 박사(제프리 더먼) / 웰인(리처드 카일리)
- 탁원제 - 마을 사람(트로이 에반스) / FBI 요원(비토 루기니스)
- 노민 - 디토(토니 제나로)
- 유지영 - 레이스의 딸(애슐리 버실리)
- 문지현 - 미카엘라(엘리자베스 넌지아토) / FBI 요원(베스 케네디) / 간호사(수잔 머슨)
- 김준 - 밥(브렌트 스피너)
- 김수경 - 레이스의 아들(데이비드 갤러거)
- 성창수 - 지미(마이클 밀호언) / 잭(브루스 A. 영)
- 김소형 - 베인스(숀 오브라이언)